# Lago Kanas
El lago Kanas  (en chino, 喀納斯湖; pinyin, Kānàsī Hú) es un lago de montaña de China localizado en el extremo sur del macizo de Altái, en la frontera de la taiga siberiana, en la prefectura de Altay de la Región Autónoma Uigur de Sinkiang. Su nombre, de origen mongol, significa 'país fértil y misterioso'. A veces se le llama la «paleta de Dios» debido a la multiplicidad y belleza de sus colores.

## Geografía
Situado en un valle de origen glaciar en las montañas del macizo de Altái —cerca de la punta más septentrional de Xinjiang, y en las fronteras de la provincia con Kazajistán, Mongolia y Rusia—, el lago se formó hace alrededor de 200 000 años durante el período Cuaternario como resultado del movimiento glaciar. Tiene forma de una media luna de 24 km de longitud de norte a sur, con una anchura media de 1,9 km. iene una profundidad media de 120 m y alcanza una profundidad máxima de 188 m, lo que le convierte en el lago de agua dulce más profundo de China. Su superficie es de 44,78 km², almacena un volumen de 5,38 km³ y está a una altitud de 1374 m.
Está rodeado por una reserva natural de 5588 km², y está prevista una ampliación.
El río Kanas, que sale del lago, más tarde se une con el río Hemu para formar el río Burqin, que descarga en el río Irtysh en la ciudad de Burqin, la capital del condado de Burqin.

## Población
Hay bastante población de etnias tuvana y kazaja en el valle del Kanas. Si bien la mayoría de estas personas han mantenido sus tradicionales estilos de vida agrícola y nómada, muchos de ellos trabajan hoy en la creciente industria turística, y han establecido instalaciones para la orientación, senderismo, rafting, escalada en roca, parapente y  camping. El punto escénico se clasifica como un área escénica AAAAA por la Administración Nacional de Turismo de China.
La gente tuvana, de origen étnico mongol, habitan en la región desde al menos cuatro siglos, viviendo del pastoreo nómada y de la caza.  La población actual es de alrededor de 2000 personas, asentados sobre todo en los pueblos de Tuwa, Hemu y Baihaba. A menudo son referidos bajo los nombres de «tribu en las nubes» y «habitantes del bosque».

## Flora y fauna
La vegetación se compone principalmente de las praderas y bosques de coníferas característicos de la taiga, como el alerce siberiano (Larix sibirica), el abeto de Siberia (Picea obovata), el pino de Siberia (Pinus sibirica) o el abeto siberiano (Abies sibirica).
La reserva natural es el hogar de algunas especies como el leopardo de las nieves (Panthera uncia), el lince (Lynx lynx), el ciervo común (Cervus elaphus), la marta cibelina (Martes zibellina), el íbice (Capra ibex), el argalí (una especie de muflón asiático (Ovis ammon), la liebre de montaña (Lepus timidus), y entre las aves más características, varias especies de la familia del urogallo como el grévol (Tetrao tetrix) y el gallo lira (Bonasa bonasia).
Cerca de 117 diferentes tipos de aves viven a lo largo del lago.[cita requerida]

## Criaturas del lago
Al igual que en el lago Ness en Escocia, muchos afirman que en el lago vive un animal monstruoso, conocido localmente como gwaiwu.
Durante varios siglos ha habido avistamientos en las aguas del lago de grandes criaturas.  Los primeros esfuerzos en la investigación de estas leyendas fueron hechas por Yuan Guoying (de la Universidad de Sinkiang) que observó peces de gran tamaño en 1985. Él y sus alumnos evaluaron que el pez podría tener 10-15 m de largo y más de 4 toneladas de peso, con una población total de más de 50 ejemplares.

La frecuencia de la observación se ha incrementado en el siglo XXI, con el desarrollo del turismo de masas. Fue tomado un video que se muestra en los medios de comunicación locales chinos donde se pueden ver numerosas criaturas no identificables. Según CCTV10, las criaturas que viven en el lago según especulan los eruditos chinos como el gigante taimen Hucho taimen.

## Galería de imágenes

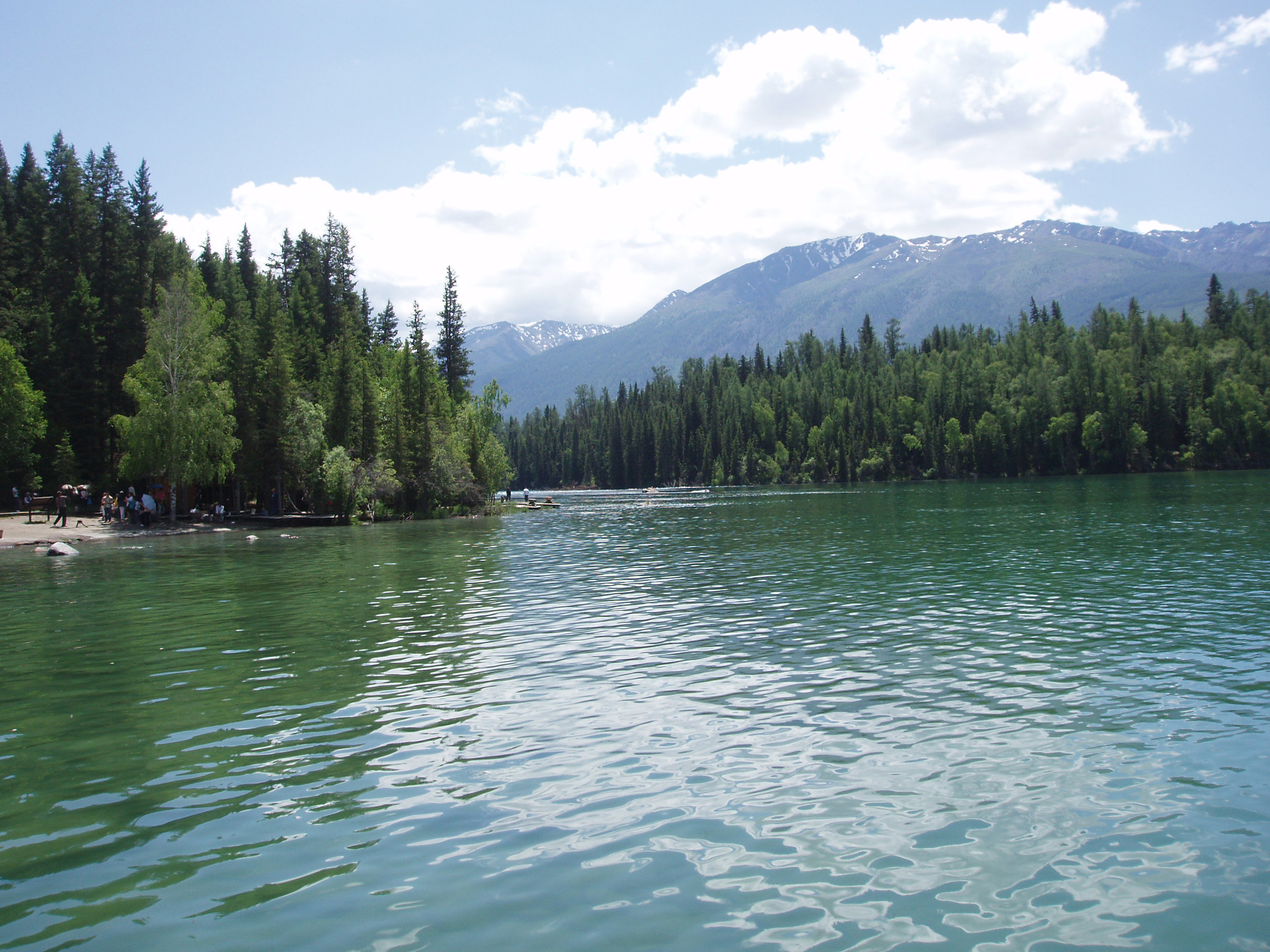
Vista del Kanas
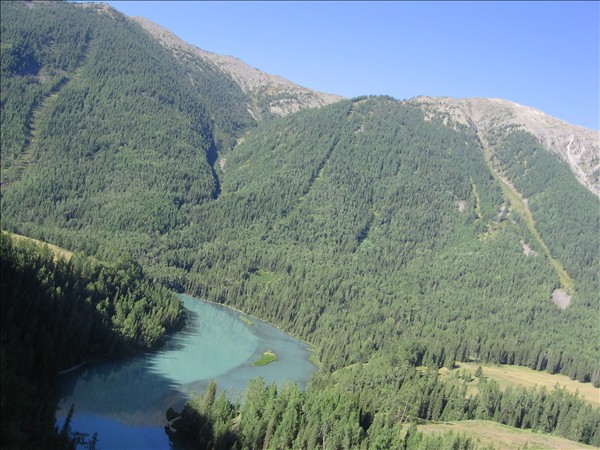
El lago Kanas al lado del glaciar alpino
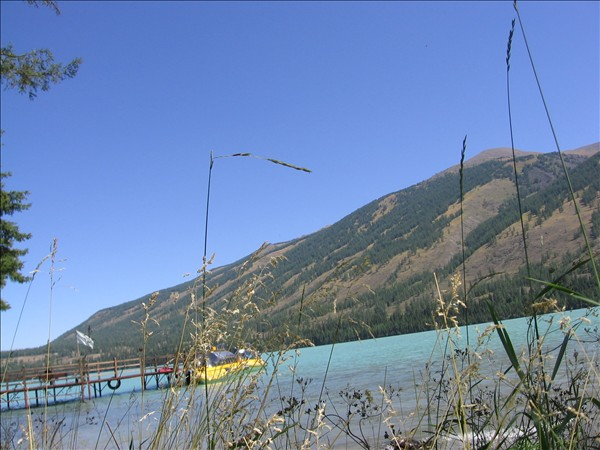
Tour en el lago Kanas
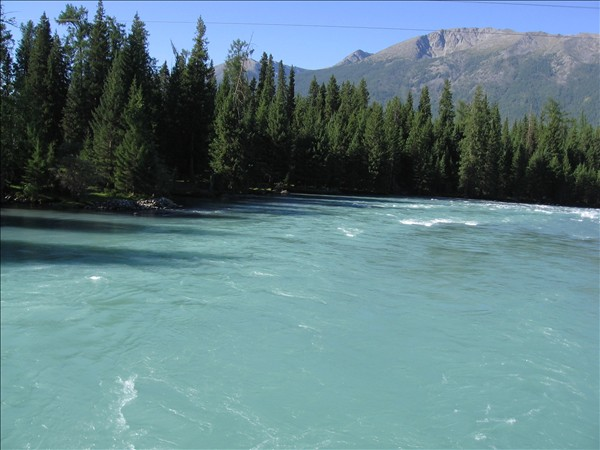
Río Kanas, parte del río Etix hasta el Océano Ártico, vista desde la barca de rafting